# Autriche aux Jeux olympiques d'été de 1924
L'équipe olympique d'Autriche participe aux Jeux olympiques d'été de 1924 à Paris. Elle y remporte quatre médailles : trois en argent et une en bronze, se situant à la vingtième place des nations au tableau des médailles. Toutes les médailles conquises l'ont été en Haltérophilie.

## Liste des médaillés autrichiens
| Médaille           | Athlète           | Sport         | Épreuve              |
| ------------------ | ----------------- | ------------- | -------------------- |
| Médaille d'argent  | Andreas Stadler   | Haltérophilie | Plumes – 60 kg       |
| Médaille d'argent  | Anton Zwerina     | Haltérophilie | Légers 60–67.5 kg    |
| Médaille d'argent  | Franz Aigner      | Haltérophilie | Lourds + 82.5 kg     |
| Médaille de bronze | Leopold Friedrich | Haltérophilie | Mi-lourds 75–82.5 kg |